# 拟鳞瓦韦
拟鳞瓦韦（学名：Lepisorus suboligolepidus）为水龙骨科瓦韦属下的一个种。

## 扩展阅读
維基物種上的相關：拟鳞瓦韦